# أمين بيل علي
أمين بيل علي (مواليد 7 يناير 2003) هو لاعب كرة قدم إيراني يلعب مع نادي لوسيل القطري كظهير أيمن.